# Estação West Kowloon
A estação West Kowloon (abreviada como WEK), também conhecida como Hong Kong West Kowloon ou West Kowloon, é o terminal e única estação da seção em Hong Kong da conexão ferroviária Cantão–Shenzhen–Hong Kong. O terminal é conectado à China continental através de um túnel e inclui uma área portuária, tendo sido construído pela MTR Corporation. A área em volta da estação foi cedida para o governo chinês a um custo de 99 libras esterlinas por ano, numa das regiões mais caras da cidade, o que gerou críticas por parte de políticos da oposição e da imprensa internacional.
A estação ferroviária está localizada em Jordan, West Kowloon, ao norte do futuro local do Distrito Cultural de West Kowloon entre o Expresso Aeroporto e a estação Kowloon da linha Tung Chung e a estação Austin da linha Tuen Ma. Parte do terminal está localizado no subterrâneo do centro cultural.
A abertura da estação estava inicialmente prevista para 2012, mas foi adiada para 2015. No entanto, em 30 de março de 2014, vários túneis em obras foram inundados, o que danificou gravemente as tuneladoras. Relatórios internos da MTR sugeriram que as causas estiveram relacionadas com mal planejamento antes do início da construção. A estação foi oficialmente inaugurada em 4 de setembro de 2018, com o início dos serviços para a China continental em 23 setembro do mesmo ano.
A RTHK informou que o custo final da estação foi 30% maior do que a estimativa inicial. Devido à pandemia de COVID-19, a chefe do executivo, Carrie Lam, anunciou que a estação West Kowloon estaria fechada a partir das 12 horas de 30 de janeiro de 2020, permanecendo assim até segunda ordem.

## Prêmios
Em 2010, o design da estação ganhou o "Prêmio Cityscape de Arquitetura" no Emerging Markets of Tourism, Travel & Transport Future Awards. No mesmo ano, em 4 de novembro, o design ganhou o prêmio "Melhor Projeto do Futuro ─ Infraestrutura" do Festival Mundial de Arquitetura.